# パプア諸語

赤色がパプア諸語の分布域。黄褐色はオーストロネシア語族であり、そして灰色は歴史的にオーストラリア諸語の範囲であった。

パプア諸語（パプアしょご、英: Papuan Languages）は、ニューギニア島（パプアニューギニア、インドネシア）およびティモール島など周辺の島々に分布する、オーストロネシア語族でもオーストラリア諸語（オーストラリア・アボリジニ諸語）でもない諸言語の総称。パプア・北ハルマヘラ諸語ともいう。ISO 639-2では、「その他のパプア諸語」に3文字コードppaが割り当てられている。
系統関係は立証できていないので、1つの語族ではなく、単に「諸語」と呼ばれる。系統関係が立証できる範囲で、数十の語族が提唱されており、最大のものはトランス・ニューギニア語族である。

## 分布
主にニューギニア島。東へは、ビスマルク諸島、ソロモン諸島、西へは、ハルマヘラ島、ティモール島、アロル諸島。メリヤム・ミル語だけがオーストラリア（トレス海峡諸島東部）に分布。
約800の言語を、460万人が話している。

## 特徴
共通基礎語彙がないため系統関係は立証できないが、文法には多少の共通点がある。
語順はSOV。SVOのオーストロネシア語族、VSOのオーストラリア諸語と異なる。
動詞は複雑に格変化する。

## 主要言語
4言語だけが話者人口10万人に達する。4つともニューギニア島で話され、トランスニューギニア語族に属する。
- 西ダニ語 (en:Western Dani): 18万人。インドネシア パプア州。
- エンガ語 (en:Enga): 18万人。パプアニューギニア エンガ州。
- メルパ語 (en:Melpa): 13万人。パプアニューギニア 西部山岳州。
- エカリ語 (en:Ekari): 10万人。インドネシア パプア州。

## 分類

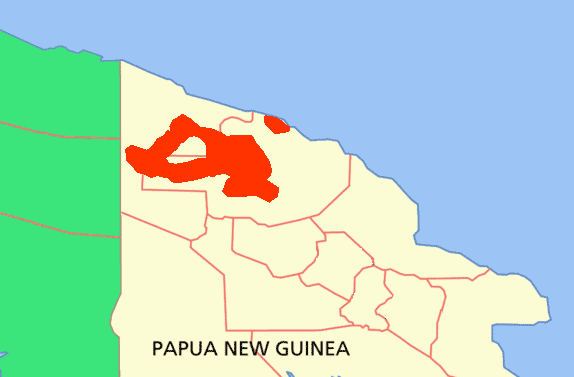
赤：セピク語族

| トランスニューギニア語族 | 西トランスニューギニア語派 Kolopom エンガ語派 チンブ・ワギ語派 Kainantu–Goroka Finisterre–Huon 南東パプア語派 |

パプア諸語の分布
トランスニューギニア語族
西トランスニューギニア語派
Kolopom
エンガ語派
チンブ・ワギ語派
Kainantu–Goroka
Finisterre–Huon
南東パプア語派
トランスニューギニア語族以外のパプア諸語
オーストロネシア語族（パプア諸語ではない）

分類は流動的。Ross (2005) にもとづく。数字は言語数。
- トランス・ニューギニア語族（ニューギニア横断大語族） (466-493) - 270万人[1]
  - 西トランスニューギニア語派（英語版）
    - 西ダニ語
    - エカリ語（英語版）
    - 東ティモール諸語（オイラタ・マカサエ諸語（英語版））
      - マカサエ語（英語版）
        - マカレロ方言（英語版）

      - ファタルク語（英語版）

    - ブナク語（英語版）
    - Alor–Pantar諸語（英語版） - インドネシア アロール島、パンタール島
      - Abui語（英語版）、Blagar語（英語版）、Western Pantar語（英語版）

  - エンガ語派（英語版）
    - エンガ語（英語版）
    - フリ語

  - Kolopom語派（英語版）
    - Ndom語（英語版）

  - チンブ・ワギ語派（英語版）
    - メルパ語（英語版）（ハーゲン語）
    - Umbu-Ungu語（英語版）（Kaugel語） - 二十四進法の数え方をもつ
    - クマン語（チンブ語）

  - Kainantu–Goroka語派（英語版）
    - ベナベナ語（英語版）

  - Finisterre–Huon語派（英語版）
    - カーテ語（英語版） - フォン半島

  - 南東パプア語派（英語版）
    - コイアリ語派（英語版）

- セピク語族 (en:Sepik languages) (51) - セピック川流域
  - パイ語
- トリチェリ語族 (en:Torricelli languages) (40-50) (おそらくセピク語族と関係あり)
- ラム・低地セピク語族 (en:Ramu-Lower Sepik languages) (40) (Foleyが最初に提案)
  - イマス語（英語版）
- 拡大西パプア語族 (en:Extended West Papuan) (仮説的)
  - 西パプア語族 (en:West Papuan languages) (27)
    - ハルマヘラ諸語（英語版）

  - 東バーズヘッド・センタニ語族 (en:East Bird's Head-Sentani languages) (9)
  - ヤワ語族 (en:Yawa languages) (1-2)
- 南中央パプア語族（Trans-Fly–Bulaka River語族）(en:South-Central Papuan languages) (22) ※
  - ヤム諸語（英語版）
- レイクス・プレイン語族 (en:Lakes Plain languages) (19) ※
- トル・クェルバ語族 (en:Tor-Kwerba languages) (17) ※
- ボーダー語族（タミ語族） (Border languages) (15) ※
- メイ左岸・クォムタリ語族 (en:Left May-Kwomtari languages) (12) (問題あり)
- 東チェンドラワシ語族（東ギールヴィンク語族） (en:East Geelvink Bay languages, East Cendrawasih languages) (10)

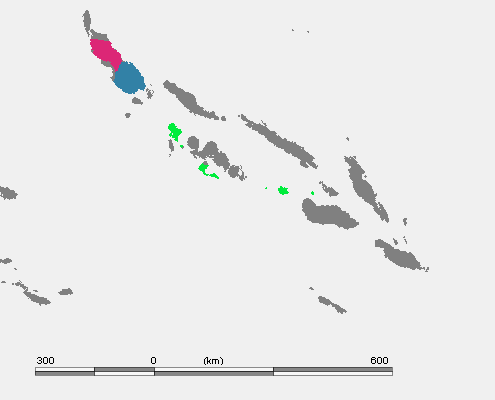
ブーゲンビル島、ソロモン諸島周辺の言語分布。
赤：北ブーゲンヴィル語族、青：南ブーゲンヴィル語族、緑：中央ソロモン語族、橙色：イェリ・ダニエ語、灰色：オーストロネシア語族

- 南ブーゲンヴィル語族 (en:South Bougainville languages) (9)
- スコウ語族 (en:Skou languages) (8)
- バイニング語族（東ニューブリテン語族） (en:Baining languages, East New Britain languages) (8)
- ニンボラン語族 (en:Nimboran languages) (5) ※
- ユアト語族 (en:Yuat languages) (5) (以前はラム・セピク語族に分類されていた)
- マイラシ語族 (en:Mairasi languages) (4) ※

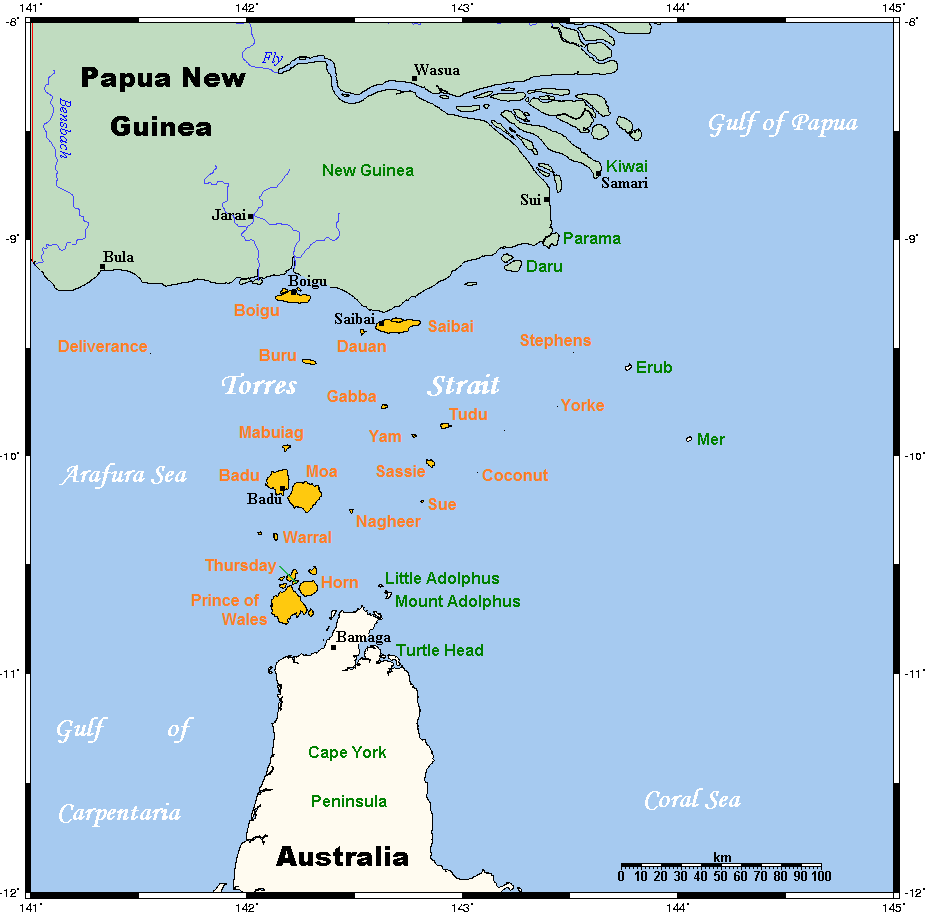
トレス海峡諸島の東部（橙色以外）はメリヤム・ミル語

- 東トランスフライ語族 (en:Eastern Trans-Fly languages) (4) (1つはオーストラリア トレス海峡諸島) ※
  - Wipi語（英語版）
  - メリヤム・ミル語（英語版）
- 北ブーゲンヴィル語族 (en:North Bougainville languages) (4)
- 中央ソロモン語族 (en:Central Solomon languages) (4) - それぞれ孤立言語とする場合もある
- イェレ・西ニューブリテン語族 (en:Yele-West New Britain languages) (仮説的)
  - イェリ・ダニエ語（イェレ語） (en:Yélî Dnye, Yele) (孤立)
  - アネム語 (en:Anêm) (孤立)
  - アタ語（ペレアタ語、ワシ語） (en:Ata, Pele-Ata, Wasi) (孤立)
- セナギ語族 (en:Senagi languages) (2)  (おそらくセピク語族と関係あり) ※
- ピアウィ語族 (en:Piawi languages) (2) (おそらくラム・低地セピク語族に含まれる) ※

※以前はトランスニューギニア語族に分類されていた
そのほか、数十の孤立した言語がある。
- Sulka語（英語版） - 東パプア語族（英語版）という仮説の語族に含める場合もある

## 他諸語との関係
ジョーゼフ・グリーンバーグは、アンダマン諸語（あるいは、少なくとも大アンダマン語族）がパプア諸語または西パプア語族と関係があると提唱した。スティーヴン・ワームは、大アンダマン語族、西パプア語族および Timor–Alor 語派（英語版）については語彙の類似性が“極めて著しく、多くの事例から（中略）事実上正式に同定されたということになる”と言明した。しかしながら、ワームは、このことは（大）アンダマン諸語とトランス・ニューギニア語族の関連性を証明することにならないが、古い時代に西の地域からニューギニアへ移住があったことによる基層言語の影響は証明していると考えていた。
グリーンバーグはタスマニア諸語との関係についても提言した。